# Palicourea bellula
Palicourea bellula är en måreväxtart som beskrevs av Charlotte M. Taylor. Palicourea bellula ingår i släktet Palicourea och familjen måreväxter.
Artens utbredningsområde är Costa Rica. Inga underarter finns listade i Catalogue of Life.